# Governo Mītsotakīs I
Il governo Mītsotakīs I è stato il governo della Grecia per 3 anni, 10 mesi e 17 giorni, dal 8 luglio 2019 al 25 maggio 2023, si formò a  seguito delle elezioni parlamentari del 7 luglio.

## Composizione
| Carica o ministero              | Titolare | Titolare                 | Titolare            | Partito          |
| ------------------------------- | -------- | ------------------------ | ------------------- | ---------------- |
| Primo ministro                  |          |                          | Kyriakos Mītsotakīs | Nuova Democrazia |
| Vice Primo ministro             |          | Panagiōtīs Pikrammenos   |                     | Nuova Democrazia |
| Finanze                         |          | Chrīstos Staïkouras      |                     | Nuova Democrazia |
| Sviluppo e investimenti         |          | Adōnis Geōrgiadīs        |                     | Nuova Democrazia |
| Esteri                          |          | Nikos Dendias            |                     | Nuova Democrazia |
| Protezione civile               |          | Michalīs Chrysochoidīs   |                     | Nuova Democrazia |
| Difesa nazionale                |          | Nicolaos Panagiōtopoulos |                     | Nuova Democrazia |
| Istruzione e affari religiosi   |          | Nikī Kerameōs            |                     | Nuova Democrazia |
| Lavoro e affari sociali         |          | Kōstīs Chatzīdakīs       |                     | Nuova Democrazia |
| Salute                          |          | Vasilīs Kikilias         |                     | Nuova Democrazia |
| Ambiente ed energia             |          | Kōstas Skrekas           |                     | Nuova Democrazia |
| Cultura e sport                 |          |                          | Lina Mendōnī        | Indipendente     |
| Giustizia                       |          |                          | Kōstas Tsiaras      | Nuova Democrazia |
| Interno                         |          | Makīs Voridīs            |                     | Nuova Democrazia |
| Digitale                        |          | Kyriakos Pierakakīs      |                     | Nuova Democrazia |
| Infrastrutture e trasporti      |          | Kōstas Karamanlīs        |                     | Nuova Democrazia |
| Politiche marittime e isole     |          | Iōannīs Plakiōtakakīs    |                     | Nuova Democrazia |
| Sviluppo rurale e alimentazione |          | Spīlios Libanos          |                     | Nuova Democrazia |
| Turismo                         |          | Charīs Theocharīs        |                     | Nuova Democrazia |
| Stato (senza portafoglio)       |          | Giōrgos Geratteritīs     |                     | Nuova Democrazia |

Fonte: Kathimerini.gr

## Situazione parlamentare
| Camera              | Collocazione | Partiti                                                | Seggi     |
| ------------------- | ------------ | ------------------------------------------------------ | --------- |
| Parlamento ellenico | Maggioranza  | ND (157), NI (1)                                       | 158 / 300 |
| Parlamento ellenico | Opposizione  | SYRIZA (86), KINAL (22), ΚΚΕ (15), EL (10), MeRA25 (9) | 142 / 300 |

Situazione parlamentare dopo il 27 gennaio 2023:
| Camera              | Collocazione | Partiti                                                        | Seggi     |
| ------------------- | ------------ | -------------------------------------------------------------- | --------- |
| Parlamento ellenico | Maggioranza  | ND (156)                                                       | 156 / 300 |
| Parlamento ellenico | Opposizione  | SYRIZA (86), KINAL (22), ΚΚΕ (15), EL (10), MeRA25 (9), NI (2) | 144 / 300 |

## Cronologia

### 2019
- 7 luglio 2019: Kyriakos Mītsotakīs vince le elezioni parlamentari greche con il 39,85% dei voti.
- 8 luglio 2019: Mītsotakīs giura come nuovo primo ministro della Repubblica Ellenica.
- 18 luglio 2019: Il governo indica Margaritis Schinas, primo portavoce della Commissione Europea, come nuovo commissario europeo per la Grecia
- 10 ottobre 2019: Mītsotakīs riceve ad Atene il Segretario generale della NATO Jens Stoltenberg

### 2023
- 25 gennaio 2023: Il leadership dell'opposizione, Alexīs Tsipras, presenta una mozione di sfiducia contro il governo a causa dello scandalo sulle intercettazioni.
- 27 gennaio 2023: Si svolge la discussione in aula della mozione contro l'esecutivo. Durata per alcune ore, essa ha visto forti attacchi reciproci tra maggioranza e opposizione. Al termine la mozione è respinta con 156 contrari.
- 2 marzo 2023: Un incidente ferroviario disastroso presso Larissa uccide 57 persone. Il Governo subisce forti proteste di piazza per essere stato manchevole nei controlli, nella gestione e nel miglioramento dell’infrastruttura.
- 21 maggio 2023: Si tengono le elezioni parlamentari, il governo uscente è riconfermato, ma senza la maggioranza assoluta.
- 23 maggio 2023: Vista l'impossibilità di un accordo tra le forze politiche soprattutto per il rifiuto del partito vincitore delle elezioni (Nuova Democrazia) di formare un governo di coalizione, il presidente della repubblica, Aikaterinī Sakellaropoulou, nomina Ioannis Sarmas per formare un esecutivo ad interim; quest'ultimo accetta.
- 25 maggio 2023: Il Primo ministro incaricato Ioannis Sarmas sale al palazzo presidenziale e presenta la lista dei ministri. Lo stesso giorno, con il giuramento del nuovo esecutivo, termina ufficialmente il Governo Mītsotakīs.